# Grande Prêmio da Bélgica de 1968
Resultados do Grande Prêmio da Bélgica de Fórmula 1 realizado em Spa-Francorchamps em 9 de junho de 1968. Quarta etapa da temporada, neste dia o neozelandês Bruce McLaren venceu a corrida guiando um carro de sua própria equipe, a McLaren.

## Classificação da prova
| Pos. | Nº | Piloto               | Construtor    | Voltas | Tempo/Diferença | Grid | Pontos |
| ---- | -- | -------------------- | ------------- | ------ | --------------- | ---- | ------ |
| 1    | 5  | Bruce McLaren        | McLaren-Ford  | 28     | 1:40:02.1       | 6    | 9      |
| 2    | 11 | Pedro Rodríguez      | BRM           | 28     | + 12.1          | 8    | 6      |
| 3    | 23 | Jacky Ickx           | Ferrari       | 28     | + 39.6          | 3    | 4      |
| 4    | 7  | Jackie Stewart       | Matra-Ford    | 27     | Pane seca       | 2    | 3      |
| 5    | 2  | Jackie Oliver        | Lotus-Ford    | 26     | Transmissão     | 15   | 2      |
| 6    | 15 | Lucien Bianchi       | Cooper-BRM    | 26     | + 2 voltas      | 12   | 1      |
| 7    | 3  | Jo Siffert           | Lotus-Ford    | 25     | Pressão do óleo | 9    |        |
| 8    | 10 | Jean-Pierre Beltoise | Matra         | 25     | + 3 voltas      | 13   |        |
| Ret  | 14 | Piers Courage        | BRM           | 22     | Motor           | 7    |        |
| Ret  | 6  | Denny Hulme          | McLaren-Ford  | 18     | Semieixo        | 5    |        |
| Ret  | 20 | John Surtees         | Honda         | 11     | Suspensão       | 4    |        |
| Ret  | 22 | Chris Amon           | Ferrari       | 8      | Radiador        | 1    |        |
| Ret  | 16 | Brian Redman         | Cooper-BRM    | 6      | Spun Off        | 11   |        |
| Ret  | 12 | Richard Attwood      | BRM           | 6      | Tubo de óleo    | 18   |        |
| Ret  | 18 | Jack Brabham         | Brabham-Repco | 6      | Acelerador      | 10   |        |
| Ret  | 1  | Graham Hill          | Lotus-Ford    | 5      | Semieixo        | 14   |        |
| Ret  | 19 | Jochen Rindt         | Brabham-Repco | 5      | Motor           | 17   |        |
| Ret  | 17 | Jo Bonnier           | McLaren-BRM   | 1      | Roda            | 16   |        |

## Tabela do campeonato após a corrida
|    | Pos. | Piloto          | Pontos |
| -- | ---- | --------------- | ------ |
|    | 1    | Graham Hill     | 24     |
|    | 2    | Denny Hulme     | 10     |
| 14 | 3    | Bruce McLaren   | 9      |
| 1  | 4    | Jim Clark       | 9      |
| 10 | 5    | Pedro Rodríguez | 6      |

|   | Pos. | Construtor   | Pontos |
| - | ---- | ------------ | ------ |
|   | 1    | Lotus-Ford   | 29     |
|   | 2    | McLaren-Ford | 17     |
| 1 | 3    | BRM          | 12     |
| 1 | 4    | Cooper-BRM   | 9      |
| 1 | 5    | Ferrari      | 7      |

- Nota: Somente as primeiras cinco posições estão listadas. A temporada de 1968 foi dividida em dois blocos de seis corridas onde cada piloto descartaria um resultado. Neste ponto esclarecemos: na tabela dos construtores figurava somente o melhor colocado dentre os carros de um time.